# Оже, Шарль
Шарль Оже́ (фр. Charles Auger; 1809, Шарите-сюр-Луар — 30 июня 1859) — французский военный деятель, генерал.

## Биография

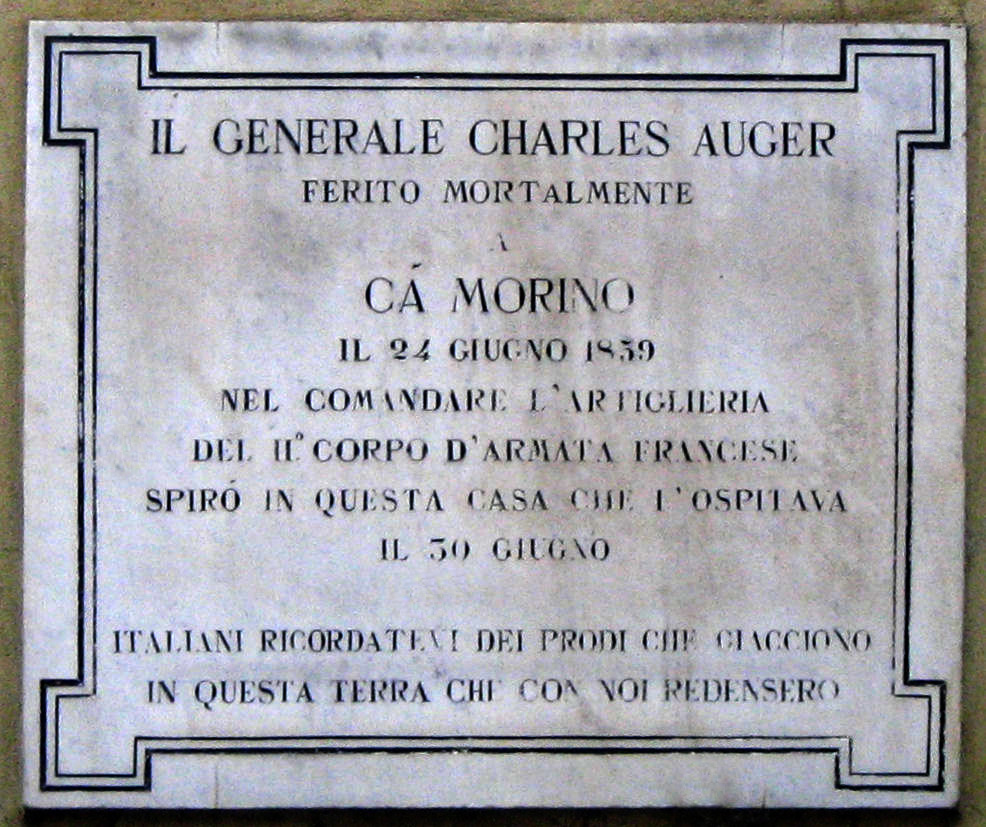
Памятная табличка

Военное образование получил в Политехнической школе и затем в Артиллерийской школе в Меце, откуда в 1833 году в звании лейтенанта был отправлен на службу в Алжир, где вскоре был повышен до капитана и проявил храбрость в сражениях с местными племенами. После начала революции 1848 года был отозван в Париж, где получил назначение командиром эскадрона имени 4-го мая, стал секретарём оборонной комиссии, а затем сотрудником военного министерства в качестве командира артиллерии. В 1852 году получил звание подполковника, в 1854 году — полковника.
Во время Крымской войны (1853—1856) возглавлял силы артиллерии, находился в подчинении у Э. Лебёфа и отличился в сражениях у Чёрной речки и у Малахова кургана. После окончания войны в 1856 году получил звание бригадного генерала.
В 1859 году, на тот момент командуя артиллерией в Венсене под Парижем, был призван на фронт Итальянской войны; возглавлял 2-й артиллерийский корпус, находившийся в подчинении у Патриса де Мак-Магона, успешно сражался при Мадженте. В битве при Сольферино был тяжело ранен, потерял левую руку, скончавшись через шесть дней после сражения. Был посмертно произведён в дивизионные генералы.